# آن ديغبي
آن ديغبي (بالإنجليزية: Anne Digby)‏ هي كاتِبة بريطانية، ولدت في 13 أبريل 1942 في كينغستون ‏ في المملكة المتحدة.